# Kawther Selmi
Kawther Selmi (* 30. August 1996) ist eine algerische Leichtathletin, die im Weit- und Dreisprung an den Start geht.

## Sportliche Laufbahn
Erste internationale Erfahrungen sammelte Kawther Selmi im Jahr 2013, als sie bei den Arabischen-Jugendmeisterschaften in Kairo mit einer Weite von 12,34 m die Goldmedaille im Dreisprung gewann. Anschließend startete sie bei den Jugendweltmeisterschaften in Donezk und schied dort mit 12,21 m in der Qualifikationsrunde aus. 2015 belegte sie bei den Juniorenafrikameisterschaften in Addis Abeba mit 12,43 m den fünften Platz und 2019 nahm sie an der Sommer-Universiade in Neapel teil und verpasste dort mit 12,33 m den Finaleinzug im Dreisprung und kam auch im Weitsprung mit 5,61 m nicht über die Vorrunde hinaus. 2021 gewann sie bei den Arabischen Meisterschaften in Radès mit 12,46 m die Bronzemedaille im Dreisprung hinter der Ägypterin Esraa Owis und Ghada Hamdani aus Tunesien und im Weitsprung belegte sie mit 5,30 m den sechsten Platz. Im Jahr darauf klassierte sie sich bei den Mittelmeerspielen in Oran mit 13,28 m auf dem siebten Platz im Dreisprung und gelangte im Weitsprung mit 5,86 m auf Rang 13.
In den Jahren 2015, 2017 und 2019 wurde Selmi algerische Meisterin im Dreisprung sowie 2019 auch im Weitsprung.

## Persönliche Bestleistungen
- Weitsprung: 5,93 m (+1,8 m/s), 14. Mai 2022 in Algier
  - Weitsprung (Halle): 5,31 m, 3. Februar 2019 in Miramas
- Dreisprung: 13,28 m (+1,1 m/s), 2. Juli 2022 in Oran
  - Dreisprung (Halle): 12,16 m, 2. Februar 2019 in Miramas